# Elizabeth Keith
Elizabeth Keith, grevinna av Huntly, född okänt år på Donnottar Castle, Aberdeenshire i Skottland, död efter år 1566, var en skotsk grevinna, gift med George Gordon, 4:e Earl av Huntly, Skottlands ledande katolska magnat under Maria Stuarts regim. Hon beskrivs som en kraftfull person som tog alla familjens avgörande beslut. Hon kallades grevinnan av Huntly från 1530. 

## Biografi
Elizabeth Keith var den äldsta dottern till Robert Keith och hennes far- och morföräldrar var John Douglas, 2:a Earl av Morton samt Janet Crichton. 
Den 27 mars 1530 gifte hon sig med George Gordon, 4:e Earl av Huntly, den mest välbärgade och mäktiga jordägaren i de skotska högländerna, vars ägor var i samma storleksordning som en äkta monark.
1562 uppmuntrade Elizabeth sin make att föra sina trupper i uppror mot drottning Maria, vilket medförde att han blev förklarad fredlös, och att han efter sin död förlorade sina titlar till kronan.   Elizabeths son Sir John Gordon avrättades för att ha deltagit på sin faders sida i kampen. 
Elizabeth Keith nämns senast när hon år 1566 tog hand om Maria Stuart på Holyrood Palace strax efter mordet på David Rizzio. Hon beskrivs då som lojal mot Maria och försökte hitta sätt för denna att fly.